# (31709) 1999 JD51
1999 JD51 (asteroide 31709) é um asteroide da cintura principal. Possui uma excentricidade de 0.08767680 e uma inclinação de 11.73408º.
Este asteroide foi descoberto no dia 10 de maio de 1999 por LINEAR em Socorro.